# 2. Feldhockey-Bundesliga 2010/11 (Damen)
Die Saison 2010/11 der 2. Bundesliga Damen startete am 25. September 2010 und endete am 29. Mai 2011.
In dieser Saison gab es nur einen Absteiger aus der 1. Bundesliga der Damen, denn die 1. Liga wurde von 10 auf 12 Teams aufgestockt. 

## Abschlusstabellen
Legende:

| (A) | Absteiger aus der 1. Bundesliga |
| (N) | Aufsteiger aus der Regionalliga |
|     | Aufsteiger in die 1. Bundesliga |
|     | Absteiger in die Regionalliga   |

| Platz | Club                   | Spiele | Tore  | Punkte |
| ----- | ---------------------- | ------ | ----- | ------ |
| 1.    | ETuF Essen             | 14     | 48:17 | 32     |
| 2.    | Großflottbeker THGC    | 14     | 38:16 | 32     |
| 3.    | Eintracht Braunschweig | 14     | 31:16 | 25     |
| 4.    | RTHC Bayer Leverkusen  | 14     | 22:24 | 25     |
| 5.    | HC Essen 99 (N)        | 14     | 26:23 | 18     |
| 6.    | Marienthaler THC (N)   | 14     | 22:33 | 15     |
| 7.    | Hamburger Polo Club    | 14     | 15:36 | 12     |
| 8.    | Gladbacher HTC         | 14     | 13:48 | 1      |

| Platz | Club                        | Spiele | Tore  | Punkte |
| ----- | --------------------------- | ------ | ----- | ------ |
| 1.    | TSV Mannheim                | 14     | 38:16 | 33     |
| 2.    | HG Nürnberg (A)             | 14     | 19:18 | 23     |
| 3.    | SC Frankfurt 1880           | 14     | 25:24 | 21     |
| 4.    | HTC Stuttgarter Kickers (N) | 14     | 31:29 | 19     |
| 5.    | TG Frankenthal              | 14     | 19:26 | 16     |
| 6.    | Zehlendorfer Wespen         | 14     | 21:23 | 14     |
| 7.    | ATV Leipzig (N)             | 14     | 22:26 | 14     |
| 8.    | Eintracht Frankfurt         | 14     | 19:22 | 13     |

## Auf- und Absteiger
Absteiger aus der 1. Bundesliga waren für die folgende Saison Jahr Harvestehuder THC und TuS Lichterfelde, beide stiegen in ihre jeweilige Gruppe ab.
Aufsteiger aus der Regionalliga für die folgende Saison waren im Süden SC Charlottenburg und HC Wacker München, im Norden DHC Hannover und Uhlenhorst Mülheim.